# Abacops
Abacops is een geslacht van kevers uit de familie van de loopkevers (Carabidae). De wetenschappelijke naam van het geslacht is voor het eerst geldig gepubliceerd in 1902 door Tschitscherine.

## Soorten
Het geslacht Abacops is monotypisch en omvat slechts de volgende soort:
- Abacops rugipennis (Dejean, 1828)